# USS Silversides (SS-236)
| «Сілверсайдс» | «Сілверсайдс»                                                                        | «Сілверсайдс»                                                                        |
| --- | ------------------------------------------------------------------------------------ | ------------------------------------------------------------------------------------ |
| USS Silversides (SS-236) |                                                                                      |                                                                                      |
| |                                                                                      |                                                                                      |
| Американський ПЧ «Сілверсайдс» на ходових випробуваннях. 31 березня 1942 |                                                                                      |                                                                                      |
| Верф | Mare Island Naval Shipyard, Вальєхо, Каліфорнія                                      | Mare Island Naval Shipyard, Вальєхо, Каліфорнія                                      |
| Під прапором | США                                                                                  | США                                                                                  |
| Належність | ВМС США                                                                              | ВМС США                                                                              |
| Порт приписки | Перл-Гарбор                                                                          | Перл-Гарбор                                                                          |
| Замовлення | 28 червня 1940                                                                       | 28 червня 1940                                                                       |
| Закладений | 4 листопада 1940                                                                     | 4 листопада 1940                                                                     |
| Спуск на воду | 26 серпня 1941                                                                       | 26 серпня 1941                                                                       |
| Введений до складу флоту | 15 грудня 1941                                                                       | 15 грудня 1941                                                                       |
| Виведений зі складу флоту | 30 червня 1969                                                                       | 30 червня 1969                                                                       |
| На службі | 1941—1969                                                                            | 1941—1969                                                                            |
| Сучасний статус | Корабель-музей у Маскігоні, в окрузі Маскігон штату Мічиган                          | Корабель-музей у Маскігоні, в окрузі Маскігон штату Мічиган                          |
| Бойовий досвід | Друга світова війна Тихоокеанський ТВД                                               | Друга світова війна Тихоокеанський ТВД                                               |
| Нагороди | 12 бойових зірок                                                                     | 12 бойових зірок                                                                     |
| Проєкт |                                                                                      |                                                                                      |
| Тип ПЧ | дизель-електричний торпедний ДПЧ                                                     | дизель-електричний торпедний ДПЧ                                                     |
| Розробник проєкту | Electric Boat                                                                        | Electric Boat                                                                        |
| Основні характеристики |                                                                                      |                                                                                      |
| Швидкість (надводна) | 21 вузол (39 км/год)                                                                 | 21 вузол (39 км/год)                                                                 |
| Швидкість (підводна) | 9 вузлів (17 км/год)                                                                 | 9 вузлів (17 км/год)                                                                 |
| Робоча глибина занурення | 60 м                                                                                 | 60 м                                                                                 |
| Гранична глибина занурення | 91 м                                                                                 | 91 м                                                                                 |
| Дальність плавання | 11 000 миль (20 000 км) на швидкості 10 вузлів (18,6 км/год) (надводна)              | 11 000 миль (20 000 км) на швидкості 10 вузлів (18,6 км/год) (надводна)              |
| Автономність плавання | 48 годин на швидкості 2 вузли (3,7 км/год)                                           | 48 годин на швидкості 2 вузли (3,7 км/год)                                           |
| Екіпаж | 83 офіцери та матроси                                                                | 83 офіцери та матроси                                                                |
| Розміри |                                                                                      |                                                                                      |
| Довжина найбільша (по КВЛ) | 95,02 м                                                                              | 95,02 м                                                                              |
| Ширина корпусу найб. | 8,31 м                                                                               | 8,31 м                                                                               |
| Середня осадка (по КВЛ) | 5,2 м                                                                                | 5,2 м                                                                                |
| Водотоннажність надводна | 1 510 т                                                                              | 1 510 т                                                                              |
| Силова установка |                                                                                      |                                                                                      |
| дизель-електрична; 4 × головні дизельних двигуни Fairbanks-Morse Model 38D8-1⁄8 2 × 126-секційні хімічних батареї типу Sargo 4 × високошвидкісні електродвигуни Elliott з редукторами |                                                                                      |                                                                                      |
| Гвинти | 2                                                                                    | 2                                                                                    |
| Потужність | 2 740- 5400 к.с.                                                                     | 2 740- 5400 к.с.                                                                     |
| Озброєння |                                                                                      |                                                                                      |
| Артилерія | 1 × 76-мм палубна гармата / 50 калібрів                                              | 1 × 76-мм палубна гармата / 50 калібрів                                              |
| Торпедно- мінне озброєння | 10 × 533-мм торпедних апаратів 16 торпед 2 × 1016-мм мінних загороджувачі (60 мін)   | 10 × 533-мм торпедних апаратів 16 торпед 2 × 1016-мм мінних загороджувачі (60 мін)   |
| ППО | 1 × 40-мм зенітна гармата Bofors L60 1 × 20-мм автоматична зенітна гармата «Ерлікон» | 1 × 40-мм зенітна гармата Bofors L60 1 × 20-мм автоматична зенітна гармата «Ерлікон» |

«Сілверсайдс» (англ. USS Silversides (SS-236) — американський підводний човен типу «Гато», що перебував у складі військово-морських сил США у роки Другої світової війни.
«Сілверсайдс» був закладений 4 листопада 1940 року на верфі компанії Mare Island Naval Shipyard у Вальєхо, штат Каліфорнія. 26 серпня 1941 року він був спущений на воду, а 15 грудня 1941 року увійшов до складу ВМС США.
Підводний човен брав участь у бойових діях на морі в Другій світовій війні; бився у Тихому океані. Загалом «Сілверсайдс» здійснив 14 бойових походів, під час яких затопив 23 судна, що є третім за результативністю показником серед підводних човнів союзників Другої світової війни, поступаючись лише «Тангу» та «Таутогу». Водотоннажність кораблів, затоплених «Сільверсайдом», становила 90 080 тонн, що входить до п'ятірки найбільших досягнень за тоннажністю, затоплених американськими підводними човнами під час війни. За даними Об'єднаного комітету з оцінки армії та військово-морських сил, «Сілверсайдс» має найбільшу бойову історію з усіх існуючих американських підводних човнів. Загалом за бойові заслуги, проявлену мужність та стійкість у боях «Сілверсайдс» удостоєний дванадцяти бойових зірок та нагороджений Президентською відзнакою.